# Egerfarmos
Egerfarmos es un pueblo húngaro perteneciente al distrito de Füzesabony, condado de Heves.

## Superficie
Cuenta con una superficie de 23,80 km².

## Demografía
Hasta 2024 la población era de 669 habitantes, con una densidad de población de 28,10 hab/km².
| Gráfica de evolución demográfica de Egerfarmos entre 2020 y 2024 |
|                                                                  |
| Datos según la Oficina Central de Estadística de Hungría.        |